# Ройс средна линия
Ройс средна линия (на немски: Reuß mittlerer Linie, Reuß mittlere Linie zu Greiz) e господство в източната част на днешна Тюрингия, Германия от 1564 до 1616 г.
През 1564 г. господството на Дом Ройс се разделя по наследствени причини на господствата Горен Грайц (Herrschaft Obergreiz или Ройс средна линия), Долен Грайц (Herrschaft Untergreiz, Ройс стара линия) и Гера (Herrschaft Gera, Ройс млада линия). През 1596 г. към средната линия се присъединява и господството Шлайц (Herrschaft Schleiz). Средната линия измира още през 1616 г. и нейната територия е поделена между двете други линии. Господството Гоерен Гайц отива към старата линия, а господството Шлайц към младата линия.

## Фогти и господари Ройс фон Плауен и Грайц
- 1564-1578 Хайнрих XV Средния цу Грайц (1525-1578)
- 1578-1607 Хайнрих XVII цу Грайц (1561-1607), син на Хайнрих XV.
- 1607-1616 Хайнрих XVIII Средния цу Грайц (1563-1616), син на Хайнрих XV